# Loffciamcore
Loffciamcore (imenom Jakub) je poljski producent.
Započeo je s produciranjem 2006., no na prijelazu 2008./2009. počeo je s ozbiljnom produkcijom. U prosincu 2008. otvorio je poljsku mrežnu izdavačku kuću SmokeSkull Records radi promicanja "podzemnih" *core izvođača. U listopadu 2009., Loffciamcore i DJ Basler su otvorili novu mrežnu izdavačku kuću posebno za ekstremnu *core glazbu Napierdalatornia.
U studenome 2009., Loffciamcore postaje suvlasnikom Splitterblast Recordsa gdje pomaže Kurwastyle Projectu u vođenju izdavačke kuće. Uz svoj nadimak uvrštavao i nadimak Commercialwhore kojeg je koristio većinom za obrade popularnih glazbenih hitova.
8. lipnja 2010., Loffciamcore zatvara SmokeSkull Records i Napierdalatorniu kako bi 12. lipnja (četiri dana poslije) pustio u rad novu veću mrežnu izdavačku kuću Splitterkor Rekords Dziwko!!!. Loffciamcore, TommY RuleZ i The M.S.P. su 2010. stvorili skupinu SKRD!!! Crew. U sklopu te skupine, producirali su prvu zajedničku pjesmu "Mainstream Must Die Anthem" za prvu SKRD!!! kompilaciju Mainstream Must Die.

## Diskografija

### Izdanja
- 2008.: Fuck Vixa E.P.
- 2009.: Black Betty Is Splitter Bitch
- 2009.: Polska Ja Wersyja
- 2009.: Polska Ja Wersyja: Klajmexxx
- 2009.: Smerfne sHITy
- 2009.: Toxic Stuff (kao "Alkoxygen")
- 2009.: Terroryści Kontra Policja
- 2009.: Twoja Stara Jest Papa Smerfem
- 2010.: Suicide Splitter Girls
- 2010.: Furious Lolicore!!!
- 2010.: Party Warfare!!!
- 2010.: 69 Lat Na Polskiej Scenie Dissko
- 2011.: 3 Way Shit

### Remiksevi
- 2009.: H8 - "Annihilation (Loffciamcore Remix)"
- 2009.: Anarky - "Bilet Do Krakowa (Loffciamcore Remix)"
- 2009.: TommY RuleZ - "A Teraz Polska (Loffciamcore Remix)"
- 2009.: Imil - "Evolution Theory (Loffciamcore & Alkoxygen Remix)"
- 2009.: TommY RuleZ - "Ja Jestem Policja (Loffciamcore Remix)"
- 2009.: The M.S.P. & DJ Basler - "Niesmaczna Lekcja (Loffciamcore Remix)"
- 2010.: CokeMafia & Rudecat - "Pussycat (Loffciamcore Remix)"
- 2010.: odaxelagnia feat. Kreton - "Twincore Maid-gic (Loffciamcore Remix)"

## Vanjske poveznice
- Diskografija
- Službena stranica[neaktivna poveznica]
- Službena stranica (MySpace)